# Aleksandrs Dibrivnijs
Aleksandrs Dibrivnijs (Jēkabpils, 28 agosto 1969) è un allenatore di calcio a 5, ex giocatore di calcio a 5 ed ex calciatore lettone.

## Carriera da calciatore

### Club
Cominciò la sua carriera nel 1987 con il VEF Riga, all'epoca ancora in Unione Sovietica, giocando il campionato regionale lettone e vincendo la coppa di Lettonia.
Nel 1990 giocò per il Pārdaugava e dal 1991 al 1994 è stato allo Skonto (inizialmente noto come Forum-Skonto); la squadra di Riga dominò il campionato, vincendo quattro titoli consecutivi, compreso uno quando ancora era un torneo regionale sovietico.
Nel 1994 fu prima al Pārdaugava e poi all'Olimpija Rīga. Nel 1996 passò allo Skonto/Metāls Rīga (formazione riserve dello Skonto) e nel 1997 chiuse la carriera di calciatore col LU/Daugava Riga.

### Nazionale
Risale al 1993 la sua unica presenza nella Nazionale lettone: giocò contro l'Estonia in una gara di Coppa del Baltico che consentì alla sua nazionale la vittoria del torneo.

## Carriera da calcettista
Smessi i panni del calciatore divenne giocatore di calcio a 5: nel biennio 2002-2003 giocò per l'Olimp Riga. Dal 2006 al 2009 giocò per il Nikars.

## Carriera da allenatore di calcio a 5
Dal 2008 al 2012 è stato allenatore del Nikars.

## Statistiche

### Cronologia presenze e reti in nazionale
| Cronologia completa delle presenze e delle reti in nazionale ― Lettonia | Cronologia completa delle presenze e delle reti in nazionale ― Lettonia | Cronologia completa delle presenze e delle reti in nazionale ― Lettonia | Cronologia completa delle presenze e delle reti in nazionale ― Lettonia | Cronologia completa delle presenze e delle reti in nazionale ― Lettonia | Cronologia completa delle presenze e delle reti in nazionale ― Lettonia | Cronologia completa delle presenze e delle reti in nazionale ― Lettonia | Cronologia completa delle presenze e delle reti in nazionale ― Lettonia |
| Data                                                                    | Città                                                                   | In casa                                                                 | Risultato                                                               | Ospiti                                                                  | Competizione                                                            | Reti                                                                    | Note                                                                    |
| ----------------------------------------------------------------------- | ----------------------------------------------------------------------- | ----------------------------------------------------------------------- | ----------------------------------------------------------------------- | ----------------------------------------------------------------------- | ----------------------------------------------------------------------- | ----------------------------------------------------------------------- | ----------------------------------------------------------------------- |
| 1-6-1993                                                                | Pärnu                                                                   | Estonia                                                                 | 0 – 2                                                                   | Lettonia                                                                | Coppa del Baltico 1993                                                  | -                                                                       |                                                                         |
| Totale                                                                  |                                                                         | Presenze                                                                | 1                                                                       |                                                                         | Reti                                                                    | 0                                                                       |                                                                         |

## Palmarès

### Club

#### Competizioni nazionali
- Campionato lettone: 3

Skonto: 1992, 1993, 1994
- Campionato sovietici lettoni: 1

Skonto: 1991
- Coppa di Lettonia: 1

Skonto: 1992
- Coppa Lettone Sovietica: 1

VEF: 1987

### Nazionale
- Coppa del Baltico: 1

1993